# 世界以利亚福音宣教会
世界以利亞福音宣教會(現名以利亞十誡石國韓農复救會)是由韓國人朴鳴呼於1980年創立的，組織成員分為上帝、天使、總務、片長、所長5個等級。該組織從1993年傳入中國，活動涉及遼寧、吉林、黑龍江、北京、河北、內蒙古、上海、浙江、安徽、山東、河南等11個省、自治區、直轄市。

## 發展
樸鳴呼自稱是最後的先知“以利亞”，要求信徒將其作為“石仙”加以崇拜，稱世界以利亞福音宣教會為“石國”，並製定了憲法、國旗、國歌；宣稱“2000年世界末日即將來臨，1997年9月30日樸鳴呼將作為上帝屹立於世界”，並宣稱“要打碎滅絕一切國”。
世界以利亞福音宣教會投入大量資金，在中國進行宣傳活動，先後在各地建立了20多處聚會點、聯絡點，並租地建立8處“石國”聚居村，先後有600多名信徒變賣家產，舉家移居，共同生活。在“石國”聚居村內，樸鳴呼要求信徒斷絕與外界聯繫，集中學習世界以利亞福音宣教會教義，不得讀報刊、看電視、聽廣播，做到“絕對服從樸鳴呼，完成在中國建立石國體制、搞垮中國共產黨體制的歷史使命”。在世界以利亞福音宣教會的宣傳下，東北三省等地的千餘名中國朝鮮族、漢族群眾加入了世界以利亞福音宣教會，不少人變賣所有家產，舉家到“石國”居住。

## 定性
1996年3月19日，中华人民共和国公安部在向中央領導的要情專報《吉林省公安機關查處韓國邪教組織“世界以利亞福音宣教總會”的滲透活動》中，明確“世界以利亞福音宣教會”為邪教組織。